# Strojno prevođenje
Strojno prevođenje je postupak u kome računalni program analizira tekst na jednom jeziku (polazni tekst), i potom proizvodi tekst istoga značenja na drugom jeziku, bez sudjelovanje čovjeka u tome postupku.

## Proces
Sličan postupak je ljudsko prevođenje tekstova, u kojem čovjek koji poznaje oba jezika - polazni i ciljni, prevodi tekst. Mana takvog pristupa je što je za prevođenje velike količine tekstova potrebno puno vremena, odnosno primjenjuje se jedinica prevoditelj/sati (dva čovjeka će obaviti istu količinu posla u dvostruko kraćem vremenu). 

### Pretpostavke
Ako postoje dobro definirane gramatike oba jezika, onda izrada programa za prevođenje predstavlja onoliko obiman posao koliko su gramatike složene, no uvijek je to samo pitanje vremena, ne i izvedivosti, tj. problem je rješiv.

### Rezultati
Primjeri kako to dobro funkcionira su gramatike strojnih jezika (programskih jezika), koje su razmjerno jednostavne u usporedbi s ljudskim jezicima, tako da danas postoje prevoditelji koji će prevesti program napisan u nekom višem programskom jeziku (Javi, C++u ili Perlu) u strojni jezik ili u neki drugi viši programski jezik.
Također, relativno dobri rezultati se postižu kod prevođenja srodnih (ljudskih) jezika relativno jednostavne gramatike (npr. kod prevođenja s danskog na engleski jezik i obratno). Zato danas na Internetu postoje besplatni prevoditelji ne samo pojedinih riječi (online rječnici), nego i cjelovitih tekstova za neke jezike.

### Problemi
Problemi se javljaju pri prevođenju nesrodnih jezika složenih gramatika, kod kojih izrada odgovarajućih programa nije trivijalan problem.
Problemi su obično:
- fraze (dijelovi rečenice ili cijele rečenice koje se ne mogu doslovno prevoditi, nego moraju se moraju uvrstiti u bazu podataka jezika kao i svaka druga riječ);
- višeznačnice i njihovo prepoznavanje.

## Vanjske poveznice
- Projekt strojnog prevođenja Wikimedije
- MT Past and Future wired.com članak o povijesti strojnog prevođenja